# 孫裒
孫裒（1522年—？），字益之，號虑吾，貴州清平衛官籍，直隸揚州府泰州如皋縣人，明朝政治人物。

## 生平
嘉靖二十二年（1543年）癸卯科貴州鄉試第八名舉人，二十六年（1547年）中式丁未科會試第二百八十八名，三甲第二百零五名進士。選庶吉士，二十八年（1549年）十月授陝西道監察御史，巡視南城，又奉命清理兩廣戎政，三十三年（1554年）十二月彈劾南京兵部右侍郎鮑象賢貪刻著聞，不堪留鑰重寄，鮑象賢被令回籍聽勘，後以事謫定州通判，旋擢汝寧府推官、常德府同知、南京户部员外郎，歷升湖廣蘄黃江防僉事，四十三年（1564年）閏二月以南京科道糾拾去職。

## 家族
曾祖孫鐸；祖父孫瀚，府同知 進階中議大夫；父孫重，知縣。母宋氏。重慶下。兄孫衣，举人知縣；孫袞，監生；孫卞；孫雍；孫襄；孫褒，貢士。子孫應槐。孫衣子孫應鰲。